# 吉勒特冰原島峰
75°48′S 114°43′W / 75.800°S 114.717°W
吉勒特冰原島峰（英語：Gillett Nunataks）是南極洲的冰原島峰，位於瑪麗伯德地，處於斯皮茨嶺東端，美國地質調查局根據測量和該國海軍的空中照片繪入地圖，現時由南極條約體系管理。